# جامعة القوقاز (تركيا)
جامعة كافكاس أو القوقاز (بالتركية: Kafkas Üniversitesi) هي جامعة ومؤسسة تعليم عالي عامة في تركيا تأسست في 1 يوليو 1992. وتقع الجامعة في مدينة كارس في منطقة الأناضول الشرقية. تضم الجامعة 6 أقسام و3 معاهد و3 كليات و4 كليات مهنية والعديد من مراكز الأبحاث. يقع الحرم الجامعي على بعد 3.5 كم (2.2 ميل) جنوب غرب كارس. كانت الجامعة تعمل منذ نشئتها في إطار التبعية الإدارية لجامعة أتاتورك وتم تزويدها بالكثير من الكادر الأكاديمي والإداري العامل في جامعة أتاتورك وغيرها من الجامعات التركية.

## الوحدات الأكاديمية

### الكليات
- كلية طب الأسنان: وفيها قسم طب الأسنان فقط.
- كلية الطب: وفيها قسم الطب العام، وقسم الطب الداخلي، وقسم الجراحة.
- كلية الطب البيطري: وفيها قسم العلوم الحيوانية، قسم البيطرية العيادية، قسم الصحة الغذائية للحيوان، قسم تطوير الثروة الحيوانية.
- كلية العلوم العامة والآداب: وفيها قسم الآثار، قسم التاريخ الفني، قسم آداب اللغات الغربية، قسم آداب اللغة التركية، قسم التاريخ، قسم آداب اللغات الشرقية، قسم آداب اللغات القوقازية، قسم الكيمياء، قسم الأحياء، قسم الفيزياء، قسم الرياضيات، قسم الوراثة.
- كلية التعليم: وفيها قسم تعليم الحاسوب والتكنولوجيا، قسم التعليم الأساسي، قسم التعليم الخاص، قسم الاهتمام بالطفل.
- كلية الهندسة: وفيها قسم هندسة الحاسوب، قسم الهندسة الصحيّة، قسم الهندسة الكهربائية والإلكترونيات، قسم الهندسة الصناعية، قسم الهندسة الغذائية، قسم الهندسة المدنية، قسم الهندسة الميكانيكية، قسم الهندسة الكيميائية.
- كلية الشريعة: وفيها قسم العلوم الإسلامية الأساسية، قسم التاريخ والفنون الإسلامية، قسم الفلسفة والدين، قسم الأخلاق الإسلامية.
- كلية الفنون الجميلة: وفيها قسم التصوير المحترف، قسم الرسم، قسم النحت، قسم الفنون التركية التقليدية، قسم الفن الموسيقي، قسم التصاميم السيراميكية والزجاج، قسم التصاميم النسيجية، قسم الديكور الداخلي.
- كلية العلوم الصحية: وفيها قسم الاسعافات الأولية، قسم تطوير الطفل، قسم الإدارة الطبية، قسم السكرتارية الصحيّة.

### المعاهد
- معهد العلوم
- المعهد الصحي
- معهد العلوم الاجتماعية

## إحصائيات
يبلغ عدد الطلبة الذين يدرسون في الجامعة 17,000 طالب حتى عام 2015، يشرف عليهم 850 أكاديمي يدرسون في 11 كلية و3 معاهد و 17 مركز بحث ومختبر علمي ضخم.